# Hololepta wenzeli
Hololepta wenzeli är en skalbaggsart som beskrevs av Miłosz A. Mazur 1984. Hololepta wenzeli ingår i släktet Hololepta och familjen stumpbaggar. Inga underarter finns listade i Catalogue of Life.